# ダニエル・チオバヌ
ダニエル・ガブリエル・チオバヌ（Daniel Gabriel Ciobanu 、1993年11月1日 - ）は、ルーマニア・トゥルグ・フルモス出身のプロサッカー選手。リーガII・CSMレシツァ所属。ポジションは、ディフェンダー。